# The Block (basketbal)

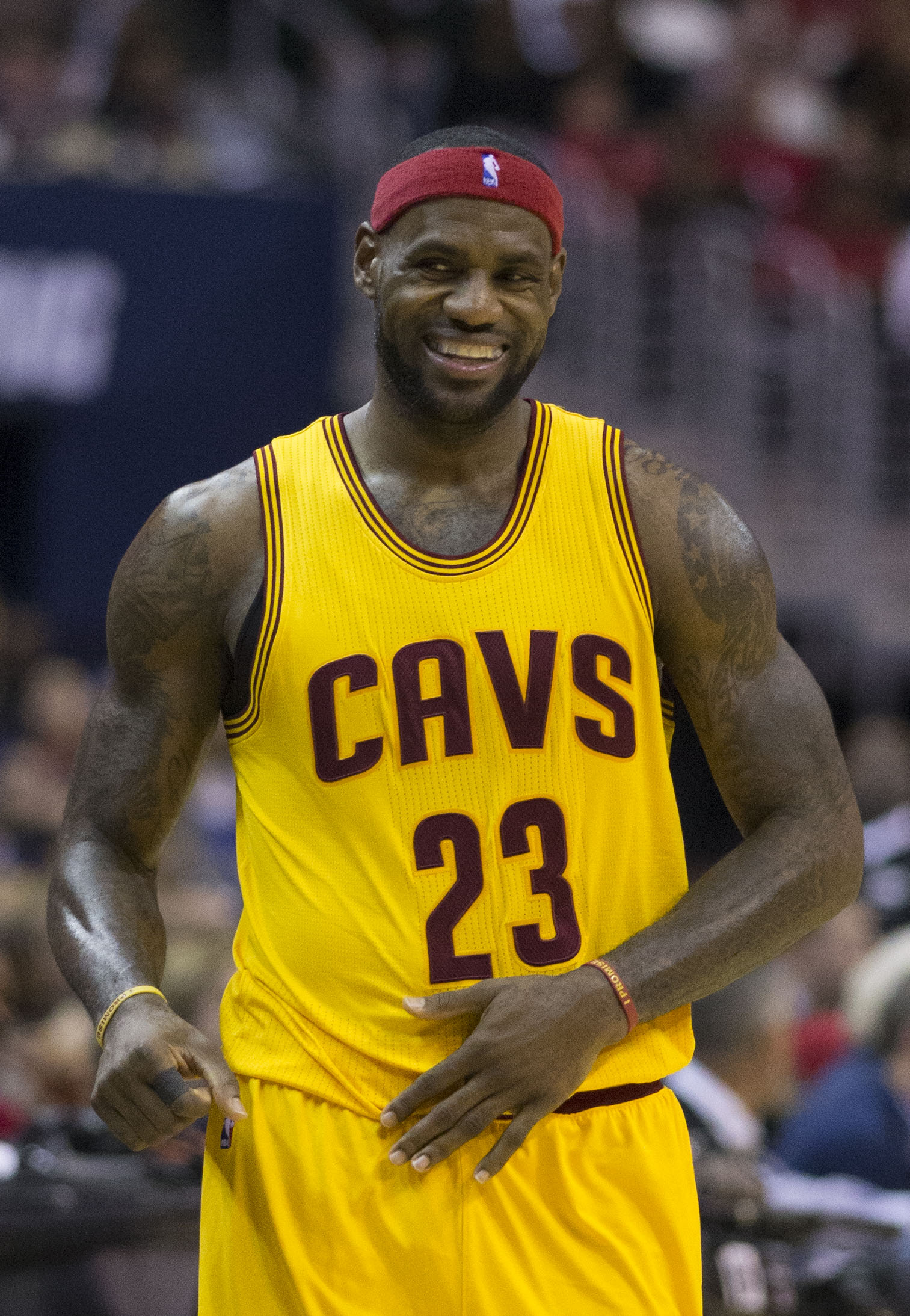
LeBron James

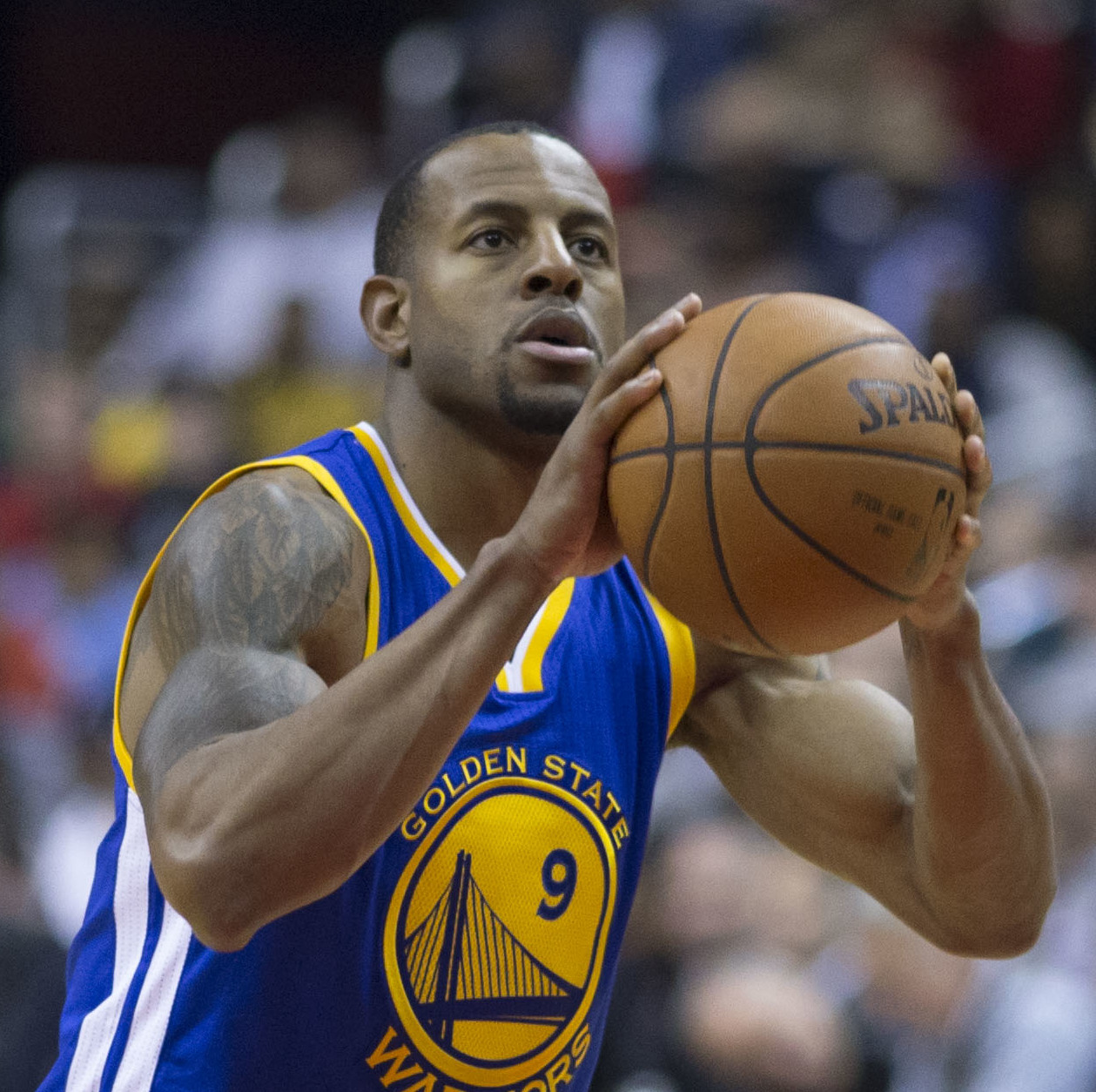
Andre Iguodala

Jako The Block (v překladu „Ten blok“, možno volně přeložit též jako „Ta deka“, „Ta čepice“) bývá označován basketbalový moment, který se odehrál v zápase mezi Clevelandem Cavaliers a Golden State Warriors 19. června 2016. Hrál se sedmý, rozhodující zápas finálové série NBA v Oracle Areně v Oaklandu v Kalifornii, domovské hale týmu Golden State Warriors. Do konce zápasu zbývalo méně než dvě minuty a stav byl vyrovnaný 89:89. Křídlo týmu Warriors Andre Iguodala doskočil míč po neúspěšné střele Kyrieho Irvinga a okamžitě zahájil rychlý protiútok. Vyměnil si přihrávku se Stephenem Currym, udělal dvojtakt (dvojkrok), ve výskoku se vyhnul obraně J. R. Smithe a zakončoval donáškou do koše. V ten okamžik ho zezadu po vysokém výskoku zablokoval rychle se vracející LeBron James, který přirazil míč k desce a získal ho tak pro Cleveland.
Tento moment je považován za jeden z rozhodujících v celé finálové sérii. V ní clevelandští Cavaliers prohrávali 1:3 na zápasy, nicméně se jim podařilo srovnat na 3:3. Sedmý zápas byl velmi vyrovnaný, v poslední čtvrtině se úporně bránilo, hráčům se nedařilo zakončovat a skóre se měnilo jen velmi pomalu. Po tomto úspěšném bloku se basketbalistům Clevelandu podařilo ještě dvakrát skórovat a nakonec dotáhnout utkání (konečné skóre 93:89) i celou sérii do vítězného konce (4:3) a stát se poprvé v historii šampiony NBA. Celé finále je považováno za jedno z nejpamátnějších v dějinách NBA a rovněž za jeden z největších obratů v historii amerického týmového profesionálního sportu. Autor bloku LeBron James byl vyhlášen nejužitečnějším hráčem finále (tzv. MVP Finals) - nasbíral ze všech hráčů finále nejvíce bodů, asistencí, doskoků, získaných míčů a bloků.
Označení The Block má upomínat sérii podobně pojmenovaných událostí, jež lemují sportovní historii clevelandských týmů. Jedná se o The Drive (porážka Clevelandu Browns s Denverem Broncos ve finále AFC Championship v americkém fotbalu v roce 1987 v prodloužení), The Fumble (porážka Clevelandu Browns s Denverem Broncos ve finále AFC Championship v americkém fotbalu v roce 1988), The Shot (porážka Clevelandu Cavaliers v sérii s Chicagem Bulls v playoff NBA v roce 1989 díky střele Michaela Jordana v poslední sekundě rozhodujícího pátého zápasu), The Catch (označení zákroku polaře New York Giants, k němuž došlo v baseballovém zápase s Cleveland Indians v roce 1954, a jenž chytil daleký odpal a zabránil ve skórování clevelandskému celku, který utkání prohrál), The Move (přesun domovské základny Clevelandu Browns do Baltimoru v roce 1995) a The Decision (oznámení odchodu LeBrona Jamese z Clevelandu do Miami Heat v roce 2010). Všechny tyto momenty značí hořké vzpomínky na clevelandské neúspěchy, jediný The Block je událostí, která přinesla klubu z Clevelandu úspěch.